# Інакодумство

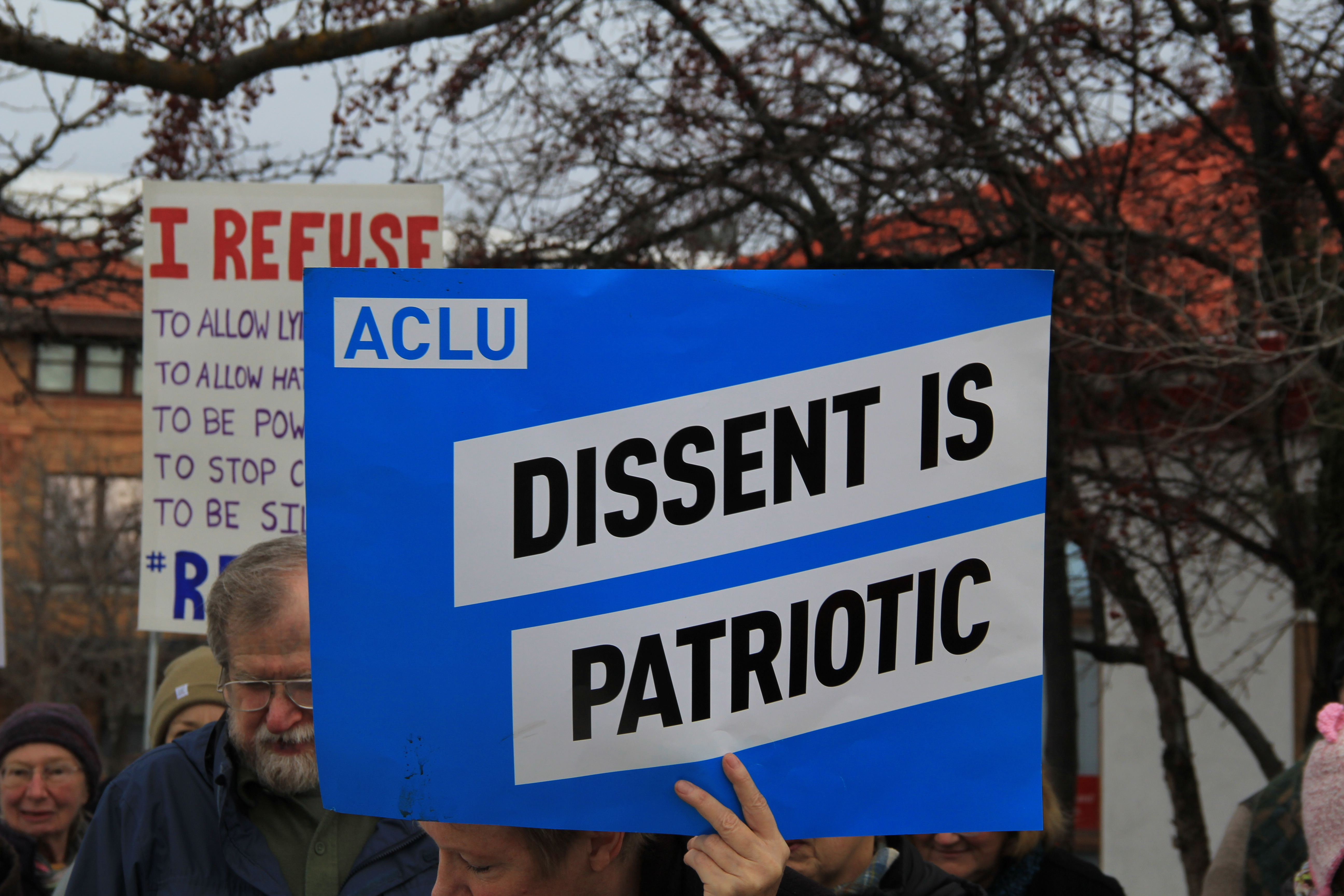

Інакодумство — судження в галузі моралі або суспільного життя, яке відрізняється від прийнятого в суспільстві або колективі або насаджуваного державою, а також відкрите відстоювання цього судження.
Інакодумець — людина, яка висловлює подібні думки.
У тоталітарних державах та громадських структурах інакомислення переслідується згідно із законом. Заходи покарання варіюються від найжорстокіших (тортури, вбивство: страта, спалення на багатті тощо) до відносно м'яких (суспільний осуд, бойкот, остракізм, адміністративне покарання).